# Sloupno (district de Havlíčkův Brod)
Pour les articles homonymes, voir Sloupno.
Sloupno (en allemand : Slaupno) est une commune du district de Havlíčkův Brod, dans la région de Vysočina, en République tchèque. Sa population s'élevait à 38 habitants en 2020.

## Géographie
Sloupno se trouve à 6 km à l'est-nord-est de Chotěboř, à 20 km au nord-est de Havlíčkův Brod, à 40 km au nord-nord-est de Jihlava et à 102 km à l'est-sud-est de Prague.
La commune est limitée par Libice nad Doubravou au nord, par Slavíkov à l'est, par Podmoklany au sud et par Bezděkov à l'ouest.

## Histoire
La première mention écrite du village date de 1556.